# Comité Olímpico Nacional de la República Democrática Alemana
El Comité Olímpico Nacional de la RDA es el Comité Nacional Olímpico de la República Democrática Alemana, fundado en 1965 y reconocido por el COI ese mismo año.